# Giuppy Izzo
Giuseppina Izzo, detta Giuppy (Roma, 3 aprile 1968), è una doppiatrice, attrice e direttrice del doppiaggio italiana.

## Biografia
Figlia di Liliana D'Amico e del doppiatore e direttore del doppiaggio Renato e sorella minore di Rossella, Simona e Fiamma, ha prestato la voce al personaggio di Lucy May, protagonista dell'omonimo anime, a Forzuto e Brontolone ne I Puffi, al nipotino di Paperone Quo nel cartone animato Duck Tales, e alle attrici Andrea Elson nel ruolo di Lynn Tunner in Alf, Renée Zellweger nel Diario di Bridget Jones e nei suoi primi due seguiti (nel film Bridget Jones - Un amore di ragazzo viene sostituita da Giò Giò Rapattoni), Eliza Dushku in Buffy l'ammazzavampiri e Tru Calling, Lauren Graham nel ruolo di Lorelai Gilmore nella serie televisiva Una mamma per amica e di Sarah Braverman in Parenthood, Ellen Pompeo nel ruolo di Meredith Grey in Grey's anatomy e in Good American Family, Nicola Ransom nel ruolo di Katy Wellinghoff nella telenovela Bianca, Deanne Bray in Agente Speciale Sue Thomas e Winona Ryder nel film Beetlejuice - Spiritello porcello, nel suo sequel Beetlejuice Beetlejuice e nella serie TV Stranger Things. Ha dato anche la voce al personaggio di Beatrice nella telenovela Cuore selvaggio, interpretata da Edith González. La sua voce è anche famosa per le varie pubblicità a cui si presta; è inoltre la speaker ufficiale dei jingle dell'emittente radiofonica RDS.
Nel 1987 è diventata Miss 365 - Prima Miss dell'Anno. 
Tra le altre attrici doppiate Kate Beckinsale, Jennifer Connelly, Rachel Weisz, Helena Bonham Carter, Robia LaMorte ed Elizabeth Shue.
Nel 2008 ha vinto il premio Leggio d'oro per la miglior interpretazione femminile.
Ha recitato anche in alcuni film, in particolare sotto la regia della sorella Simona e del cognato Ricky Tognazzi.
Nel 2022 pubblica insieme alle sorelle, con l'editore Fabbri,  l'autobiografico 4 sorelle, 8 matrimoni, 9 divorzi.

## Vita privata
Dopo un precedente breve matrimonio con il produttore teatrale Massimo Chiesa, si è sposata con il collega doppiatore Fabrizio Pucci dal quale ha poi divorziato; dal loro matrimonio hanno avuto una figlia, Nike, che ha seguito la strada dei genitori divenendo anch'essa una doppiatrice. È madre inoltre di Alessandro Mottini, anche lui doppiatore.

## Filmografia

### Cinema
- Sposerò Simon Le Bon, regia di Carlo Cotti (1986)
- Arrivederci e grazie, regia di Giorgio Capitani (1988)
- Ultrà, regia di Ricky Tognazzi (1991)
- Maniaci sentimentali, regia di Simona Izzo (1994)
- Vite strozzate, regia di Ricky Tognazzi (1996)
- Camere da letto, regia di Simona Izzo (1997)
- Commedia sexy, regia di Claudio Bigagli (2001)

### Televisione
- Professione vacanze – serie TV, episodio 4 (1987)
- Piazza Navona –  serie TV, 1 episodio (1988)
- Caro maestro – serie TV (1997)
- Una donna per amico – serie TV, 2 episodi (1998)

## Doppiaggio

### Cinema
- Renée Zellweger in La voce dell'amore, Il diario di Bridget Jones, Che pasticcio, Bridget Jones!, Cinderella Man - Una ragione per lottare, Abbasso l'amore, Chicago, Case 39, Ritorno a Cold Mountain, My One and Only (ridoppiaggio), Miss Potter, In amore niente regole, New in Town - Una single in carriera, Appaloosa, Bridget Jones's Baby, Diverso con me, Judy
- Rachel Weisz in La mummia, La mummia - Il ritorno, Beautiful Creatures, Il nemico alle porte, The Whistleblower, About a Boy - Un ragazzo, Amabili resti, Dream House, The Bourne Legacy, Il grande e potente Oz, Youth - La giovinezza, Rachel, La favorita, Black Widow
- Jennifer Connelly in A Beautiful Mind, Hulk, American Pastoral, La verità è che non gli piaci abbastanza, Il volo del falco, Alita - Angelo della battaglia
- Winona Ryder in Beetlejuice - Spiritello porcello, La casa degli spiriti, Ingannevole è il cuore più di ogni cosa, Il dilemma, Il complotto contro l'America, La casa dei fantasmi, Beetlejuice Beetlejuice
- Halle Berry in Vi presento Dorothy Dandridge, X-Men, X-Men 2, X-Men - Conflitto finale, X-Men - Giorni di un futuro passato
- Kate Beckinsale in Van Helsing, The Aviator
- Francesca Dellera in Roba da ricchi e Capriccio
- Angela Lindvall in CQ
- Jennifer Edwards in Così è la vita!
- Martine McCutcheon in Love Actually - L'amore davvero
- Annabella Sciorra in Jungle Fever
- Kim Cattrall in Rotta verso l'ignoto
- Jacqueline Obradors in Tortilla Soup
- Jennifer Tilly in Bound - Torbido inganno
- Angelina Jolie in Gia - Una donna oltre ogni limite
- Olivia Wilde in Cambio vita
- Bridget Fonda in Soldi sporchi
- Kate Winslet in L'amore non va in vacanza, Holy Smoke - Fuoco sacro
- Nicole Kidman in My Life - Questa mia vita
- Meredith Salenger in Il viaggio di Natty Gann
- Fairuza Balk in Nel fantastico mondo di Oz
- Anne Bobby in Cabal
- Fay Masterson in L'uomo senza volto
- Juliette Lewis in Dal tramonto all'alba
- Helena Bonham Carter in Les Misérables
- Bai Ling in Il corvo - The Crow
- Heather Graham in Swingers
- Marianne Basler in La rivoluzione francese
- Jodhi May in La lettera scarlatta
- Karina Arroyave in Un giorno di ordinaria follia
- Carina Wiese in Storia di una ladra di libri
- Gloria Reuben in Lincoln
- Ke Huy Quan in Indiana Jones e il tempio maledetto
- Lori Petty in Point Break - Punto di rottura
- Reese Witherspoon in Tutta colpa dell'amore, Nelle pieghe del tempo
- Elizabeth Berkley in Showgirls
- Lumi Cavazos in Viva San Isidro!
- Ernie Reyes Jr. in Yado
- Kristen Schaal in My Spy - La città eterna
- Mira Sorvino in The Image of You
- Pamela Anderson in Una pallottola spuntata

### Serie televisive
- Lauren Graham in Una mamma per amica, Parenthood, Stoffa da campioni - Cambio di gioco
- Eliza Dushku in Buffy l'ammazzavampiri, Tru Calling, Ugly Betty
- Margarita Rojas in La donna del mistero, La donna del mistero 2
- Viviana Saccone in Milagros, Principessa, Senza peccato
- Kim Kardashian in The Kardashians, American Horror Story
- Krysten Ritter in Jessica Jones, The Defenders
- Ellen Pompeo in Grey's Anatomy, Good American Family
- Freema Agyeman in Sense8
- Gina Torres in Suits e Pearson
- Dawn Olivieri in The Vampire Diaries
- Kate Beckinsale in The Widow
- Maria del Mar in Blue Murder
- Audrey Marie Anderson in The Unit
- Mireille Enos in The Catch
- Winona Ryder in Stranger Things
- Lara Flynn Boyle in I segreti di Twin Peaks
- Araceli González in La forza dell'amore
- Edith González in Cuore selvaggio
- Nancy Toro in Piccola Cenerentola
- Zuleikha Robinson in Roma
- Efrat Dor in The Flash
- Veronica Ferres in Il Turco
- Elisa Donovan in Sabrina, vita da strega
- Elisabeth Dermot Walsh in Poirot
- Jennifer Connelly in Snowpiercer
- Kelly Rutherford in Pretty Little Liars: The Perfectionists
- Kathryn Hahn in I Love Dick
- Kylee Evans in Good Witch
- Mireille Enos in Hanna
- Renée Zellweger in What/If
- Rachel Weisz in Dead Ringers - Inseparabili
- Kim Dickens in Sorelle sbagliate
- Archie Panjabi in Under the Bridge

### Cartoni animati e anime
- DJ Suki in Trolls - La festa continua!, Trolls: TrollsTopia
- Forzuto, Brontolone, Baby Puffo e Birba in I Puffi
- Bollicina in Gli Snorky
- Jim Hawkins ne L'isola del tesoro
- Lucy May in Lucy May
- Quo in DuckTales - Avventure di paperi (stagione 1)
- Sue Murphy in F Is for Family
- Penny Morris in Sam il pompiere (seconda serie)
- Cherri Bomb in Hazbin Hotel
- Nori Doorman in Murder Drones

### Film d'animazione
- Wendy Darling in Le avventure di Peter Pan (ed. 1986)
- Charlie Brown in Corri più che puoi Charlie Brown, Buon viaggio, Charlie Brown (ed. 1984)
- Alba Papera in Chicken Little - Amici per le penne
- La prof.ssa Losà in Ortone e il mondo dei Chi
- Borlotta in Rango
- Crysta in FernGully - Le avventure di Zak e Crysta
- Shannon in Cattivissimo me 2
- Lana in Nut Job - Operazione noccioline
- Vera Brightly ne Il viaggio di Norm
- DJ Suki in Trolls

### Videogiochi
- Alba Papera in Chicken Little[2]

## Audiolibri
- Racconti da Shakespeare, di Charles & Mary Lamb: Romeo e Giulietta, Sogno di una notte di mezza estate, Il mercante di Venezia, La tempesta, La commedia degli errori, La bisbetica domata - Edizioni Full Color Sound - Roma 2015.